# 夜曲 (小說)
《夜曲》是白先勇後期的短篇小說，於1979年在香港《八方文藝叢刊》第一輯發表。後來收錄於小說集《紐約客》中。小說以兩位主角對談和回憶的方式，展示了幾位1950年代中國留美學生的心態、理想和遭遇。

## 內容簡介
呂芳是吳振鐸大學時代的初戀情人，1951年呂芳、高宗漢、劉偉三人學成回國，一別二十五年，音訊全無。一天，吳振鐸收到呂芳的邀約，兩人在紐約重聚，對談中說起了吳振鐸、呂芳、高宗漢、劉偉四個中國留美學生多年來的轉變和遭遇。
吳振鐸的父親早年留學德國學醫，學成回國後一直在偏僻的地區行醫濟世。抗戰勝利後，父親送他留美學醫，鄭重地囑咐他學成後要回國醫治同胞。1951年好友呂芳、高宗漢、劉偉畢業後立即回中國，讀醫的他仍未畢業，未能一起回國。之後他和他的指導教授、心臟科權威金醫生的女兒佩琪結婚，憑藉岳父的幫助，扶搖直上成為心臟科名醫。佩琪是美國猶太人，婚後他倆結交的朋友全是美國人，他沒結交中國人，不看中文書，亦未醫過一個中國人。畢業後因種種原因沒有回國，這事引起他多年的內疚，覺得自己像個臨陣逃脫的逃兵。
呂芳出身音樂世家，父親是上海音樂學院的教授。1951年，她留美學成後，便追隨父志，回國推廣音樂教育，希望用音樂去安慰同胞的心靈。但她剛到上海，公安局便要她交代海外關係，之後被派到上海音樂學院任教。1967年文化大革命高潮時，音樂學院被列為資本主義學閥大本營，成為被鬥的焦點，教西洋音樂的老師，尤其是留過學的，都被打成黑幫。院長更要被逼趴在地上啃草，幾位捱不住的老師都自殺了。呂芳因曾經留美，被逼當眾高喊：「我是洋奴、我是洋奴」，自此得了「呂洋奴」的稱呼。她最得意的學生曾在莫斯科比賽獲得柴可夫斯基獎第二名，在文革時被紅衛兵打斷了手。而她修長的十指，亦因在文革後期到蘇北五七農場，被逼在荊棘中赤手拔野草時弄傷，雙手都佈滿了殷紅的斑痕，右手無名指及小指更沒了指甲，像兩朵赤紅的肉菌。呂芳丈夫是留英歸來的外科醫生，任職上海同濟大學醫學院，文革時被下放到湖北黃崗的窮鄉僻壤，死得不明不白。後來呂芳因高血壓和心臟衰弱，獲准退休，重回美國，與姐姐同住。
綽號「大炮」的高宗漢，是個昂藏六呎的東北大漢，他在布魯克林理工學院學土木工程，專攻鐵道，理想是回到中國東北改革，設計一條由長春橫跨大漠直達新疆伊犁的鐵路。1951年學成回國，因查問一條通西伯利亞的鐵路的料資，被人舉報，結果一生被打壓，在鐵道部一個單位做了十幾年的繪圖員。由於他有地主家庭和留美的背景，每有政治運動都成為被鬥的對象。文革時，他被罰去拖垃圾，每天不准休息的要拖幾十車垃圾，最後他自縊於垃圾坑旁的一棵大樹上。
綽號「神童」的劉偉，個子矮小，25歲便在哥倫比亞大學取得化工博士，專修氮肥合成法，因為他認為中國最需要的便是化學肥料。1951年學成回國，在國內學會了見風轉舵，躲過了許多政治運動，一直在上海龍華路第二肥料廠當工程師。但始終逃不過文革，他被下放到安徽合肥鄉下，挑了三年半的糞，經常弄得一身是糞、腹背爬滿了蛆。
當年希望以音樂去安慰同胞心靈的呂芳，想起高宗漢的悲慘下場，只感到「在自己的國家裏，死無葬身之地，實在寒透了心」。回到紐約後，她只想安靜地度過餘生。

## 小說人物
| 人物     | 簡介 |
| 吳振鐸   | 留美學生，在耶西華大學學醫，未有依照父親囑咐學成回國，留在紐約成爲了心臟科的名醫。 |
| 呂芳     | 留美學生，在朱麗亞音樂學院讀音樂，1951年學成回國，希望推廣音樂教育，用音樂去安慰同胞的心靈。 |
| 高宗漢   | 綽號「大炮」，在布魯克林理工學院學土木工程，專攻鐵道，希望為中國設計一條由長春橫至新疆的鐵路。1951年學成回國，在鐵道部做了十幾年的繪圖員。因地主和留美的背景經常被鬥，文革時被罰去拖垃圾，最後他自縊於垃圾坑旁的大樹上。 |
| 劉偉     | 綽號「神童」，25歲取得哥倫比亞大學化工博士。1951年學成回國，在肥料廠當工程師。文革時被下放到合肥鄉下，挑了三年半的糞。                                                                                                   |
| 佩琪     | 吳振鐸的前妻，美國猶太人，喜歡彈鋼琴。與吳振鐸結婚18年，但吳振鐸從來沒有愛過她。兩年前離婚後重新教鋼琴，開始和一個房地產經紀商人交往。                                                                                   |
| 金醫生   | 佩琪的父親，國際知名的心臟科權威。耶西華大學，愛因斯坦研究院教授。兩年前退休。 |
| 吳老醫生 | 吳振鐸的父親，早年從德國海德堡大學學成歸國，一直在中國落後偏僻的內地行醫。 |
| 羅莉泰   | 吳振鐸的女傭，古巴難民。 |